# Molėtai

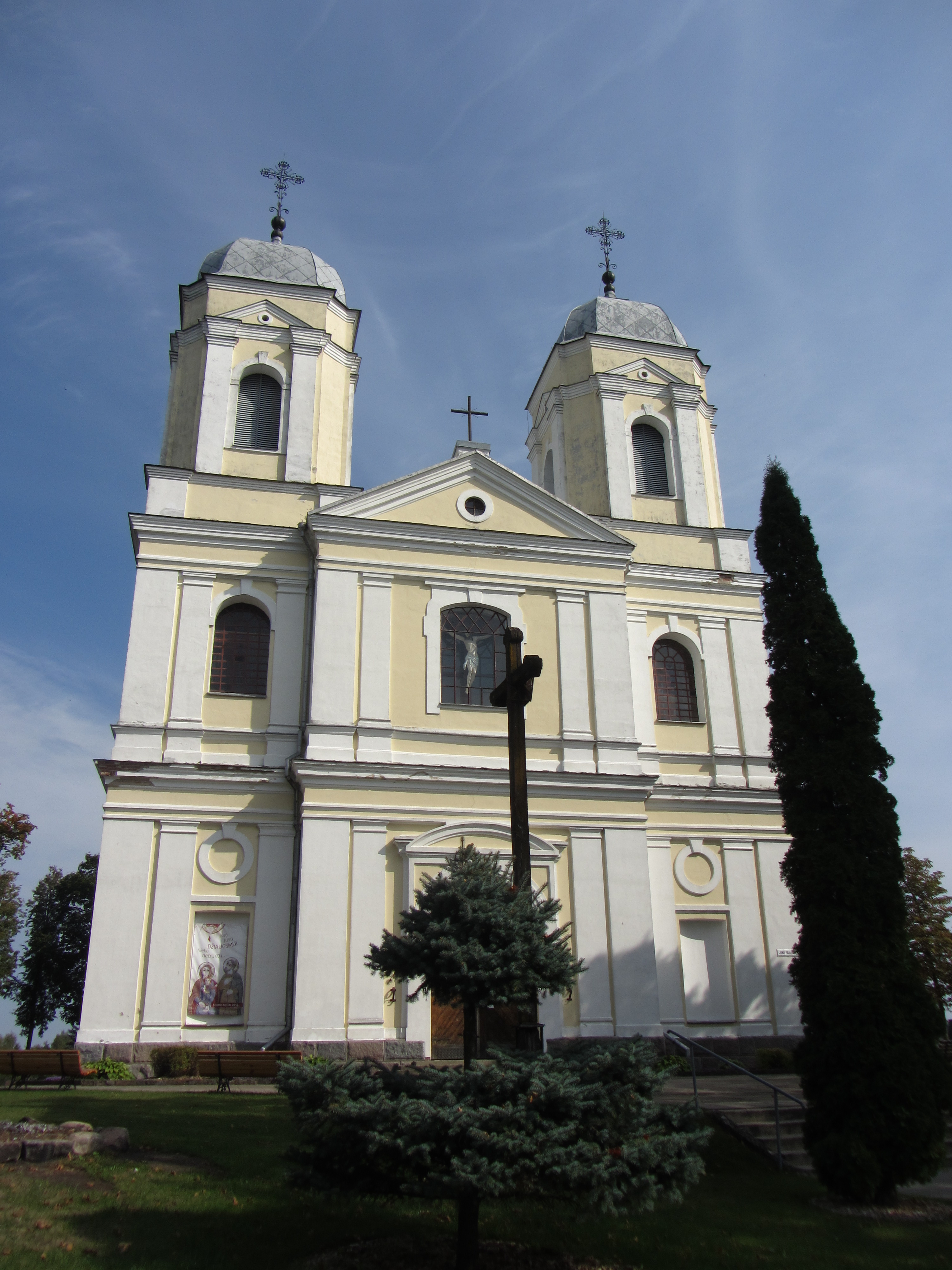
Kirche der Apostel Petrus und Paulus in Molėtai

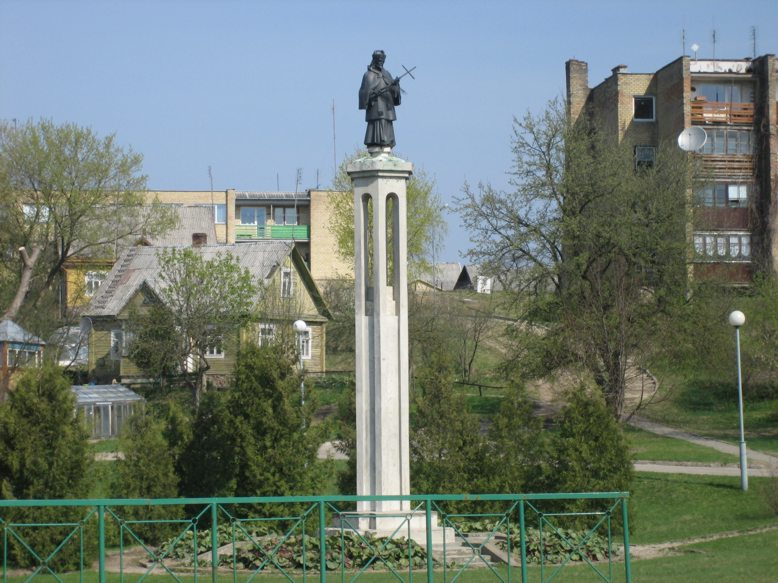
Statue für Johannes Nepomuk in Molėtai

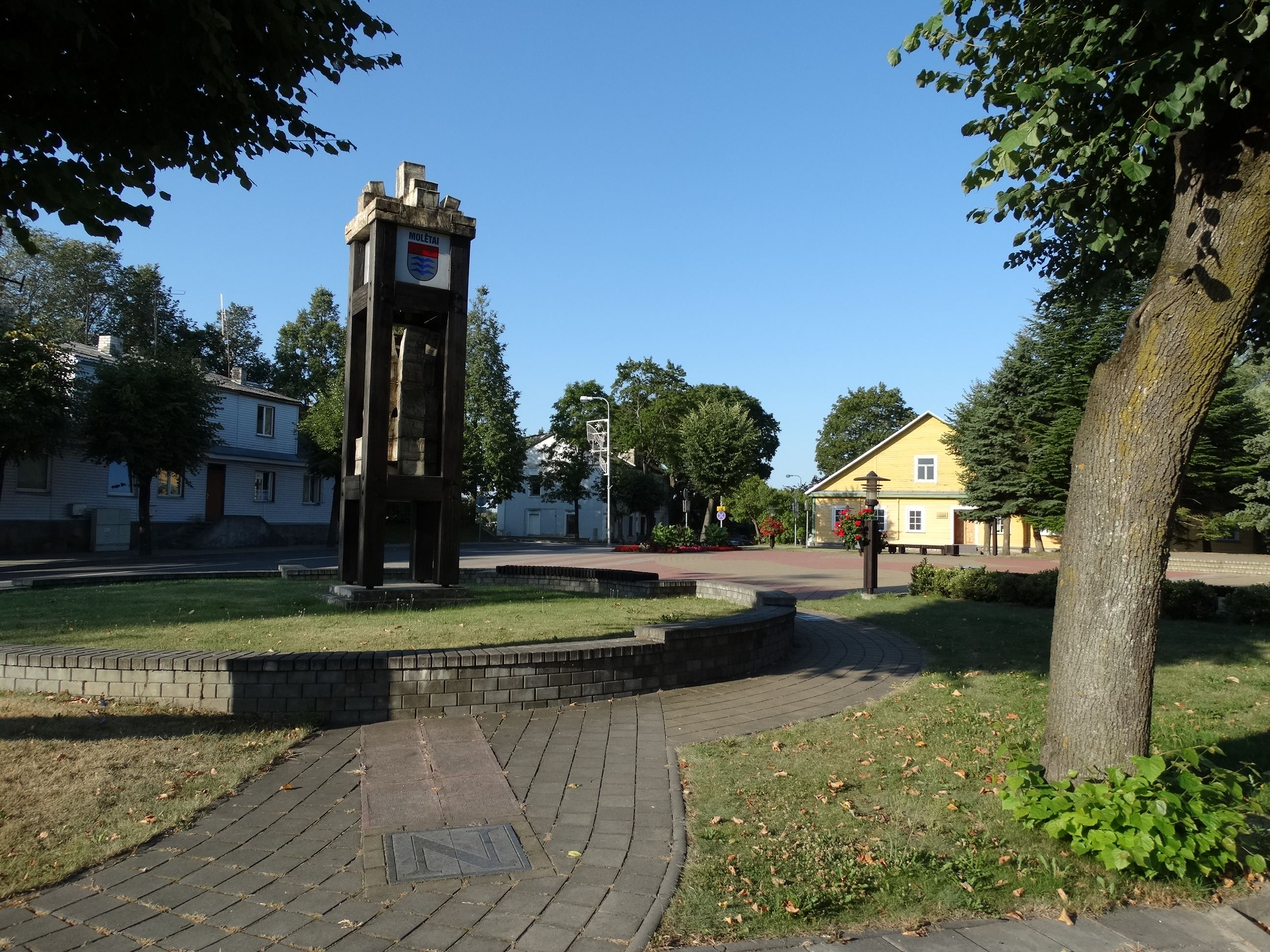
Jaunimo-Platz am Rathaus

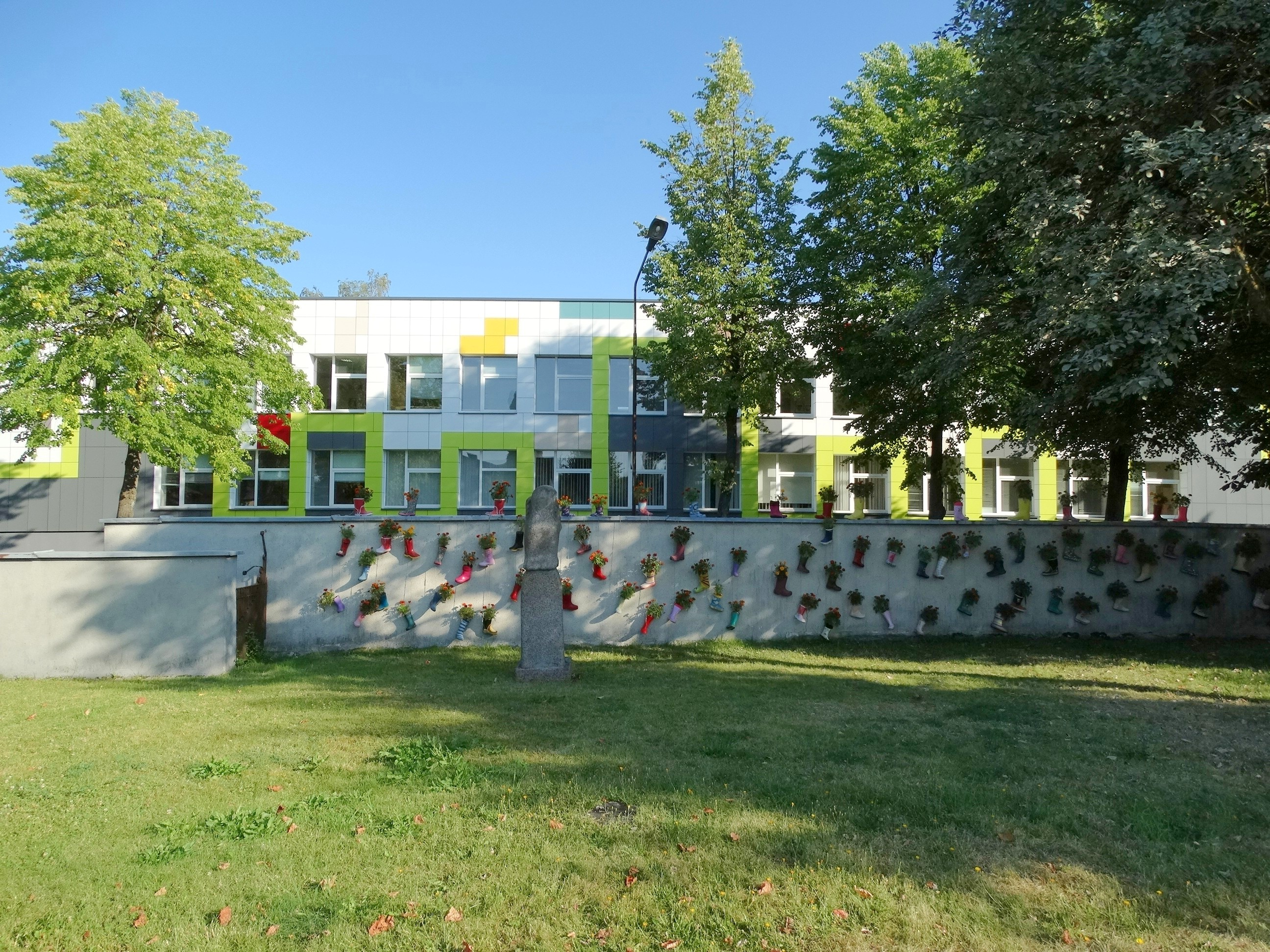
Kunstschule

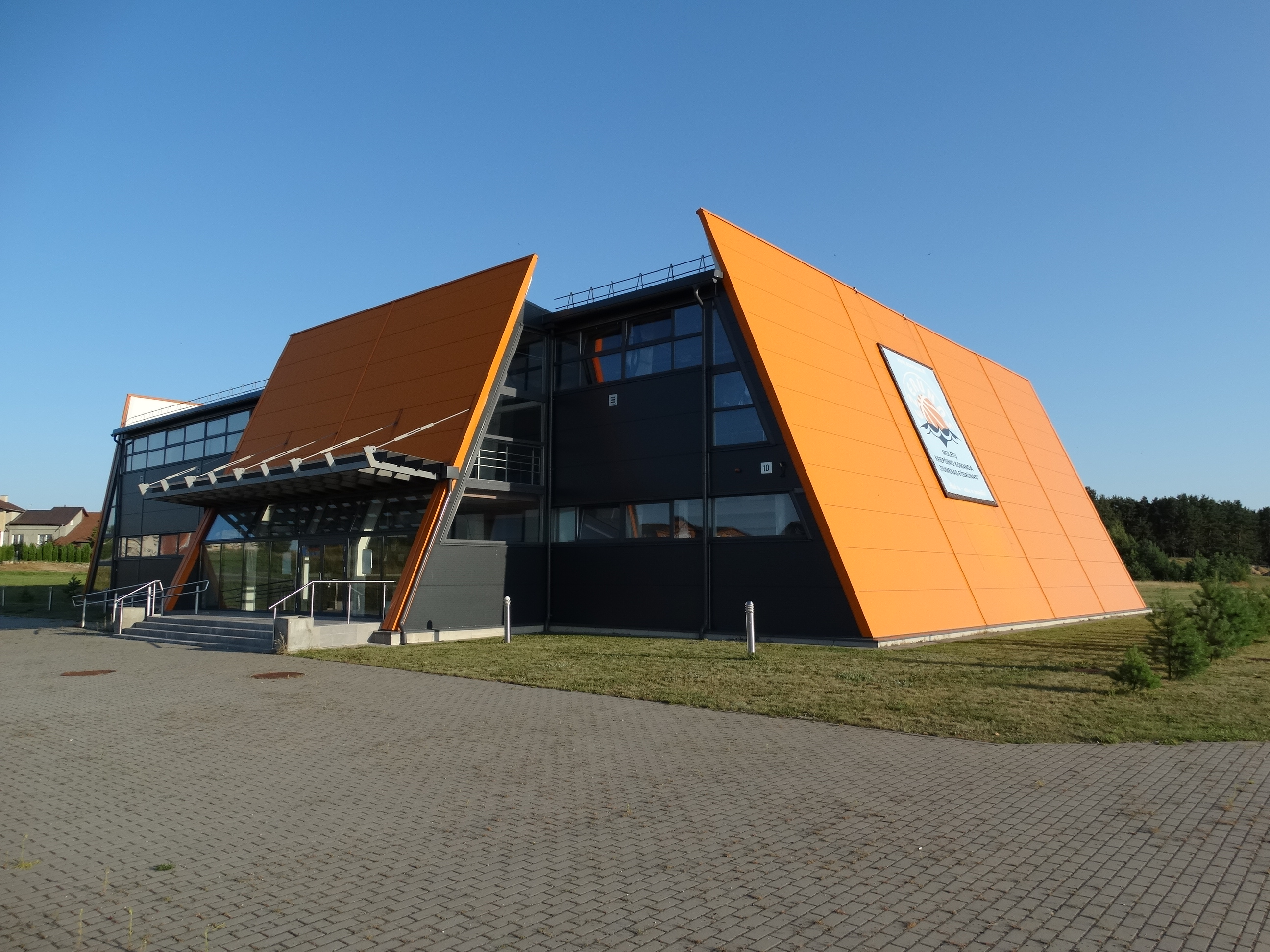
Molėtų arena

Molėtai (deutsch, 18. Jahrhundert: Mulau) ist eine Stadt mit 5762 Einwohnern (Stand: 2017) und Sitz der Rajongemeinde Molėtai im Bezirk Utena im Osten Litauens.
Die Fläche der Stadt beträgt 3,77 km². Sie bildet in der Gemeinde einen eigenen städtischen Amtsbezirk (miesto seniūnija).

## Lage
Molėtai liegt 30 Kilometer südlich von Utena, 63 Kilometer nördlich von der litauischen Hauptstadt Vilnius, an der Schnellstraße A14 Vilnius–Utena östlich der Stadt befindet sich der See Siesartis.

## Geschichte
Eine erste urkundliche Erwähnung erfuhr der Ort durch eine Überlassungsurkunde im Jahre 1387, die der polnische König und litauische Großfürst Jogaila den Kirchendienern aus Vilnius für das Gebiet um Molėtai ausstellte.  Im 19. Jahrhundert siedelten sich zahlreiche Kaufleute und Handwerker an, was zu einem schnellen Wachstum führte. In Moletai wurden am 29. August 1941 während der deutschen Besatzung im Zweiten Weltkrieg mehr als 2000 Juden umgebracht, darunter fast 1500 Kinder.

## Politik
Moletai hat mehrere Partnerstädte unter anderem Hörstel in Nordrhein-Westfalen und Ludza in Lettland.

## Infrastruktur
Die katholische Kirche der Apostel Petrus und Paulus in Molėtai wurde von 1905 bis 1907 im neubarocken Stil mit Doppelturmfassade erbaut. Weiter existieren ein Landeskundemuseum, ein Krankenhaus, ein Kulturzentrum, die Post (LT-33001) und das Kreisgericht Molėtai. Von Molėtai gibt es Landstraßen nach Ukmergė, Pabradė, Labanoras und Anykščiai.
Molėtai verfügt über keinen eigenen Bahnhof, der nächste Bahnhof liegt in der 42 km westlich gelegenen Stadt Ukmergė, Fernreisende können auf das Moletai Bus Terminal zurückgreifen, das mehrmals täglich von den großen litauischen Fernbuslinien Kautra, Nofra und Toks angefahren wird.

## Sehenswürdigkeiten
- Molėtai befindet sich am Südende von Nationalpark Aukštaitija (Region Oberlitauen),[4]  einer der Zugänge zum Park befindet sich nur wenige Kilometer vom Stadtzentrum entfernt am Siesartis-See
- Das Observatorium Moletai[5] befindet sich etwa 15 Autominuten nordöstlich in der kleinen Gemeinde Kulionys, dort befindet sich auch das Litauische Museum for Ethnokosmologie.[6]
- Der Regionalpark Labanoras ist nur wenige Kilometer von Moletai entfernt. Er ist mit über 553 km² der größte Regionalpark in Litauen.

## Personen
- Arminas Lydeka (* 1968),  Politiker, Seimas-Mitglied
- Danius Lygis (* 1948), Ökologe, Dozent und Politiker
- Aldona Balsienė (* 1952), Gewerkschafterin und Politikerin
- Marius Ivaškevičius (* 1973), Journalist, Prosa- und Drehbuchautor, Dramatiker und Regisseur
- Jonas Liesys (* 1952), Politiker
- Valentinas Mazuronis (* 1953), Architekt und Politiker
- Artūras Žurauskas (* 1961), Verwaltungsjurist und Diplomat

### Ehrenbürger
- 2000: Robert Eickel (Arbeitskreis Osthilfe der Partnerstadt Hörstel)[7]